# 马里奥·卡乌
马里奥·卡乌（Mario Cau，1984年10月11日—）巴西人，生于坎皮纳斯。于2007年开始创作漫画。凭借将马查多·德·阿西斯的小说《Dom Casmurro》 （页面存档备份，存于）改编成漫画作品，並以此获得巴西的文学奖——贾布提奖的最佳插图奖。他最著名的作品是与罗布·戈登和玛丽娜·库尔西斯共同创作的网络漫画《治疗》（Terapia）。